# 侯连瀛
侯连瀛（1889年—1968年），字步仙，河南通许人，中華民國軍人，國民黨左派，中华人民共和国政治人物，曾任中南军政委员会委员，河南省人民委员会副省长。

## 生平
侯連瀛幼年接受傳統私塾教育，青年時進入河南開封陸軍小學堂、清河陸軍預備學堂接受軍事教育，民國五年（1916）考入保定陸軍軍官學校，為第五期工兵科，民國八年（1919）畢業。
畢業後，侯連瀛返回家鄉河南省，編入河南陸軍第六混成旅逐步升任為輜重隊長。後轉入鎮嵩軍，擔任鎮嵩軍講武學校教官。民國十四年（1925）下南下廣東省，進入黃埔軍校擔任工兵科少校教官。在黃埔軍校中，曾擔任第四期入伍生射擊教官，入伍生第三步兵團中校營長等校內職務，同年年底在保定同學嚴重介紹下加入中國國民黨，在黃埔軍校任職期間與中國共產黨黨員結識。民國十五年（1926）10月，國民革命軍新編工兵團，侯連瀛轉任工兵團中校團長。
國民革命軍北伐期間，工兵團跟隨北伐軍進入武漢，在民國十六年（1927）初被武漢國民政府改編為武漢國民政府警衛團，侯連瀛先是擔任該團團長，後轉任在武漢開辦的中央軍事政治學校教育長。中央軍政學校屬於加入中國國民黨內的中國共產黨軍人創辦的軍校，吸收了許多中國共產黨人入校。在四一二事件後，南京國民政府發兵進攻武漢，為了強化武漢防禦，武漢衛戍司令葉挺在5月命令中央軍政學校與武昌中央農民運動講習所學生合併組成中央獨立師，侯連瀛擔任該師少將師長。
7月，因武漢分共，部隊遭到張發奎吸收，中央獨立師編為國民革命軍第四軍教導團，隔月發生南昌暴動，張發奎清楚教導團的政治光譜，在南昌暴動後立刻下令將教導團繳械，侯連瀛見此情勢辭職脫離部隊，後遭到南京國民政府逮捕，期間國民黨左派多度實施營救。民國十九年（1930），加入中國國民黨臨時行動委員會，民國二十三年（1934）10月獲釋出獄。
民國二十四年（1935），受陳誠延攬擔任宜昌行轅參謀，協助田家鎮要塞施工，民國二十五年晉升工兵上校。中國抗日戰爭爆發後，返回河南省擔任河南省保安司令部參謀長，後轉入第十四集團軍總司令部擔任參謀。
國共內戰期間，侯連瀛雖未加入中國共產黨，但頻繁與共產黨地下黨合作。中國人民解放軍攻佔南京後，侯連瀛留滯解放區。
1949年中華人民共和國建國後，侯連瀛擔任中國國民黨革命委員會河南省召集人，後任民革河南省主任委員。
1954年，当选第一届全国人民代表大会代表。1957年反右運動中被打入右派，開始持續遭受迫害，所有職務遭到撤銷。文化大革命期間再度遭到迫害，1968年遭到迫害去世。
1979年3月30日，中共中央下文平反。